# Carmen 63
Pour plus de détails, voir Fiche technique et Distribution.
Carmen 63 (Carmen di Trastevere) est un film italien réalisé par Carmine Gallone, sorti en 1962.

## Synopsis
Dans un quartier mal famé de Rome, la belle Carmen chante dans un cabaret. Elle suscite l'amour passionné du policier Antonio, qu'elle manipule et tente d'entraîner dans un trafic de drogue...

## Production
Le film est connu pour les scenes de l'actrice Giovanna Ralli en lingerie noire.

## Fiche technique
- Réalisation : Carmine Gallone
- Dialogues : Lucia Drudi Demby, Carmine Gallone, Giuseppe Mangione d'après la nouvelle Carmen de Prosper Mérimée et l'opéra Carmen de Georges Bizet.
- Producteur : Carmine Gallone
- Montage : Niccolò Lazzari
- Directeur de la photographie : Carlo Carlini
- Musique : Angelo Francesco Lavagnino et Georges Bizet
- Costumes : Anna Maria Tucci
- Décors : Franco Lolli
- Maquillage : Amato Garbini
- Assistant réalisation : Renzo Cerrato
- Réalisateur seconde équipe : Giorgio Ferroni
- Son : Oscar Di Santo
- Distribution : Cocinor (France)
- Dates de sortie :
  -  Italie : 15 décembre 1962
  -  France : 14 août 1963

## Distribution
- Giovanna Ralli : Carmen
- Jacques Charrier : Antonio, le Policier
- Lino Ventura : Vincenzo, le caïd
- Dante Di Paolo : l'Américain
- Fiorenzo Fiorentini : le riche étranger
- Luigi Giuliani : Luca
- Carlo Romano : le commissaire
- Enzo Liberti
- Giuliano Persico
- Renato Terra
- Ciccio Barbi
- Anita Durante